# Nabata Kabira
Nabata Kabira (arab. نباتة كبيرة) – wieś w Syrii, w muhafazie Aleppo, w dystrykcie Al-Bab. W 2004 roku liczyła 764 mieszkańców.